# Withius neglectus
Espèce
Synonymes
- Chelifer neglectus Simon, 1878

Withius neglectus est une espèce de pseudoscorpions de la famille des Withiidae.

## Distribution
Cette espèce se rencontre en Algérie et en Tunisie.

## Description
L'holotype mesure 2,5 mm.

## Publication originale
- Eugène Simon, « Études arachnologiques. Septième mémoire (1) XI. Liste des espèces de la famille des Cheliferidae qui habitant l'Algérie et le Maroc », Annales de la Société entomologique de France, vol. 8, no 5,‎ 1878, p. 145-153 (ISSN 0037-9271, lire en ligne, consulté le 26 décembre 2020).